# Patta Chitra

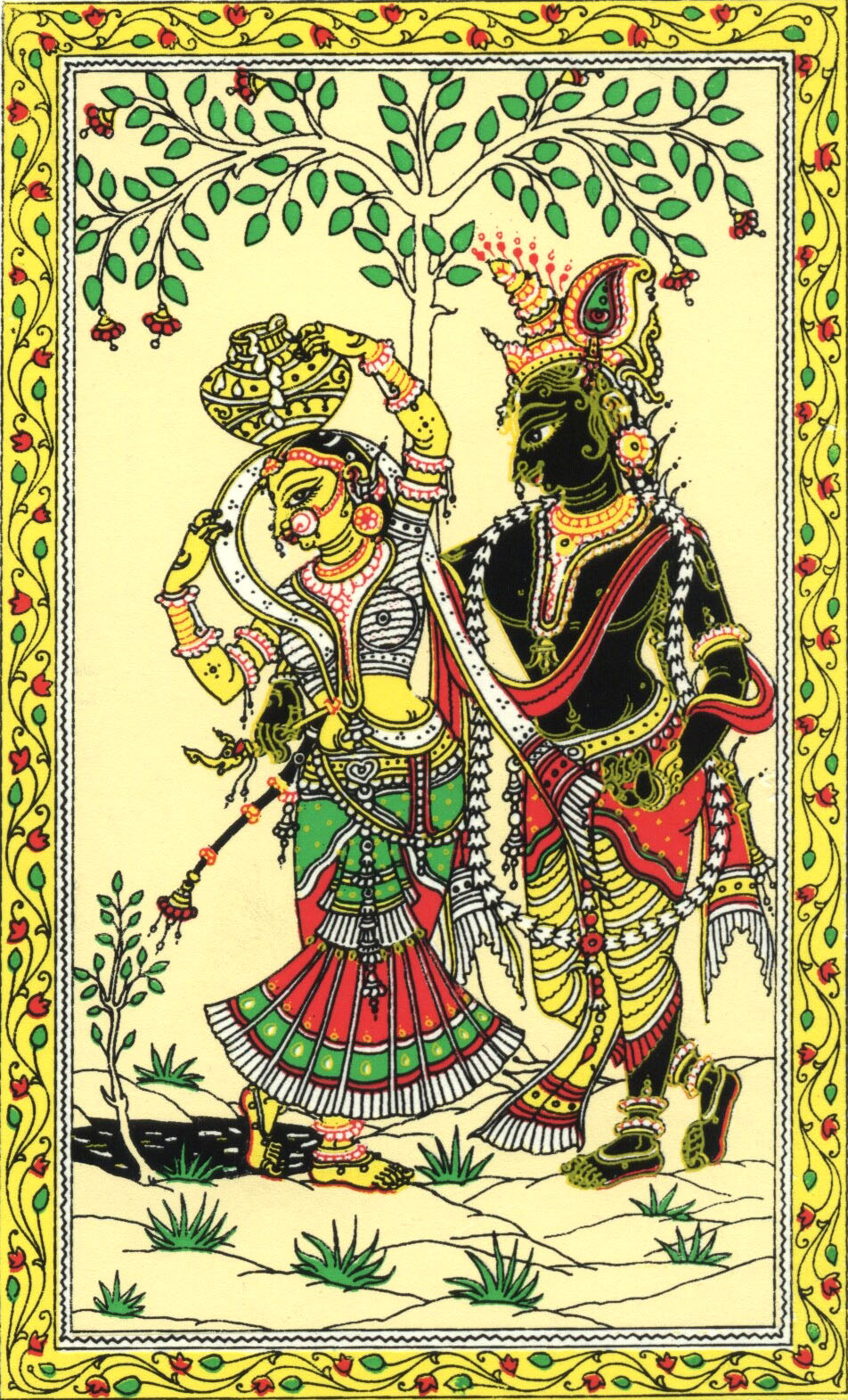
Patta Chitra représentant Krishna et Râdhâ - Œuvre contemporaine réalisée sur papier

Le Patta Chitra est un style de peinture indienne, originaire de l'Orissa, dont les premières représentations datent du Ve siècle avant J.-C. Le style très particulier de cette peinture aux lignes appuyées et à l'utilisation de couleurs très vives indique qu'elle pourrait être influencée par l'art des tribus aborigènes voisines.

## Techniques
À l'origine, les peintures étaient réalisées sur des feuilles de palme séchées, coupées en rectangles de taille égale cousus entre eux à l'aide de fil noir ou blanc. Les dessins étaient gravés à l'aide d'une sorte de stylet et les gravures obtenues remplies d'une encre faite à partir d'une concoction de charbon de bois de coques de noix de coco à laquelle étaient ajoutés du curcuma en poudre et de l'huile. Une fois les lignes définies, on utilisait des teintures végétales pour donner de la couleur aux dessins. Cependant, la plupart du temps ces peintures étaient dichromatiques (noir et blanc).
Ces peintures portent le nom de Talapata Chitra, « talapata » étant le nom des feuilles de palme en oriya.
Avec le temps, les feuilles de palme ont été remplacées par de la soie ou du coton enduit d'un mélange de gomme, de pâte de graines de tamarin et de craie. Ce support, appelé « patta », est ensuite légèrement poncé afin d'obtenir une surface complètement lisse. En l'absence de papier, le tissu permet de disposer d'une grande surface plane, facile à transporter.
La mise en peinture se fait en plusieurs étapes. La bordure est dessinée en premier, la plupart du temps sous la forme d'une frise représentant des motifs floraux ou abstraits. On met ensuite en place le contour des personnages à l'aide de pigment blanc ou noir. On peint le fond et les personnages de couleurs unies et on termine l'œuvre en ajoutant tous les détails décoratifs (vêtements, bijoux, accessoires, végétation...). Enfin, la protection de la peinture est assurée par l'application au chiffon d'une épaisse couche de laque.
Les pigments utilisés sont d'origine végétale ou minérale. On se sert de feuilles (vert), de pétales de fleurs, de fruits (comme la mangue pour le jaune), de cinabre (rouge vermillon), d'orpiment (jaune), d'ocre, de coquillages (blanc) ou encore de charbon de bois (noir) broyés et parfois mélangés à de l'urine animale qui permet l'obtention d'une grande variété de couleurs et de nuances. Les couleurs sont ensuite mélangées à de la résine qui donne à la peinture une brillance du plus bel effet.
Les pinceaux utilisés sont fabriqués à partir de fibres végétales ou de poils d'animaux.

## Orissa
Peinture religieuse, elle est intimement liée au culte de Jagannâtha, neuvième avatar de Krishna tout particulièrement vénéré à Purî. Les œuvres représentent essentiellement des scènes de la mythologie indienne et des deux grandes épopées que sont le Rāmāyana et le Mahābhārata mais aussi des légendes du folklore local.

## Bengale-Occidental
Dans le Bengale-Occidental, le peintre est aussi chanteur. Les rouleaux se présentent sous la forme de feuilles de papier cousues les unes aux autres et parfois marouflées sur toile. Leur largeur va de 10 à 35 cm et leur longueur, rarement au-dessous de 1 m, peut dépasser les 5 m. À chaque extrémité de ces rouleaux, un bambou (parfois orné de motifs gravés) sert à enrouler et à dérouler la peinture. Celle-ci est réalisée à l'aide de couleurs végétales. Le noir est ainsi obtenu avec du charbon de bois ou du riz brûlé, le rouge avec du bétel, le bleu avec le fruit d'un arbre appelé nilmoni, etc. Afin de fixer ces couleurs, on ajoute une résine d'arbre que l'on a préalablement fait fondre.
Les sujets peints par les patuas du Bengale-Occidental sont extrêmement variés. Leur auditoire est essentiellement de religion hindoue ou musulmane, parfois catholique. Certains pats évoquant aussi bien la Révolution Française que le désastre nucléaire d'Hiroshima à des thèmes d'information générale (celui d'un cyclone qui dévasta le district de Midnapur ou plus récemment le décès de Mère Teresa en 1997).
Le patua est une sorte de ménestrel. Il va de villages en villages avec un sac en bandoulière contenant plusieurs rouleaux. Là, il réunit les villageois autour de lui et déroulant une de ses peintures, ne montrant jamais plus de deux ou trois images à la fois, il chante l'histoire peinte. En contrepartie, les villageois lui donnent une aumône faite d'un bol de riz ou de quelques roupies. Ainsi le patua gagne sa vie.

## Telangana
À Cheriyal se trouvent les rouleaux de coton que les conteurs emmenaient dans leurs tournées pour raconter les épopées aux villageois. C'est une peinture stylisé de l'art Nakashi, riche en motifs qui est caractéristique de l'État de Telangana.
Seules quelques familles exercent encore cette tradition. Les thèmes sont très villageois (scènes de danses de mariage, bergers menant leurs troupeaux, femmes dans leurs activités quotidiennes). Les couleurs dominantes sont le rouge et le bleu.

## Galerie

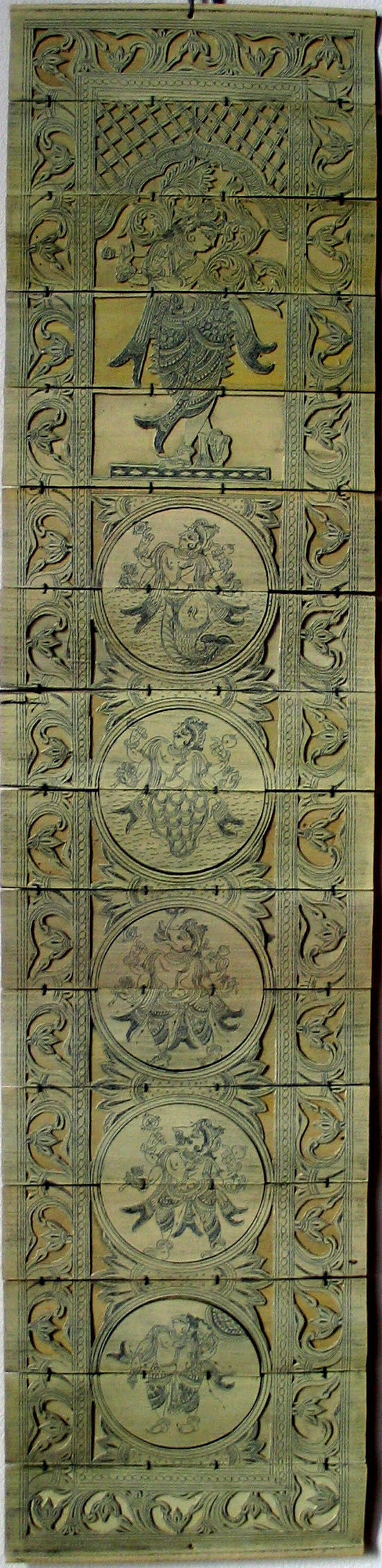
Talapata Chitra représentant Krishna et quelques-uns de ses avatars
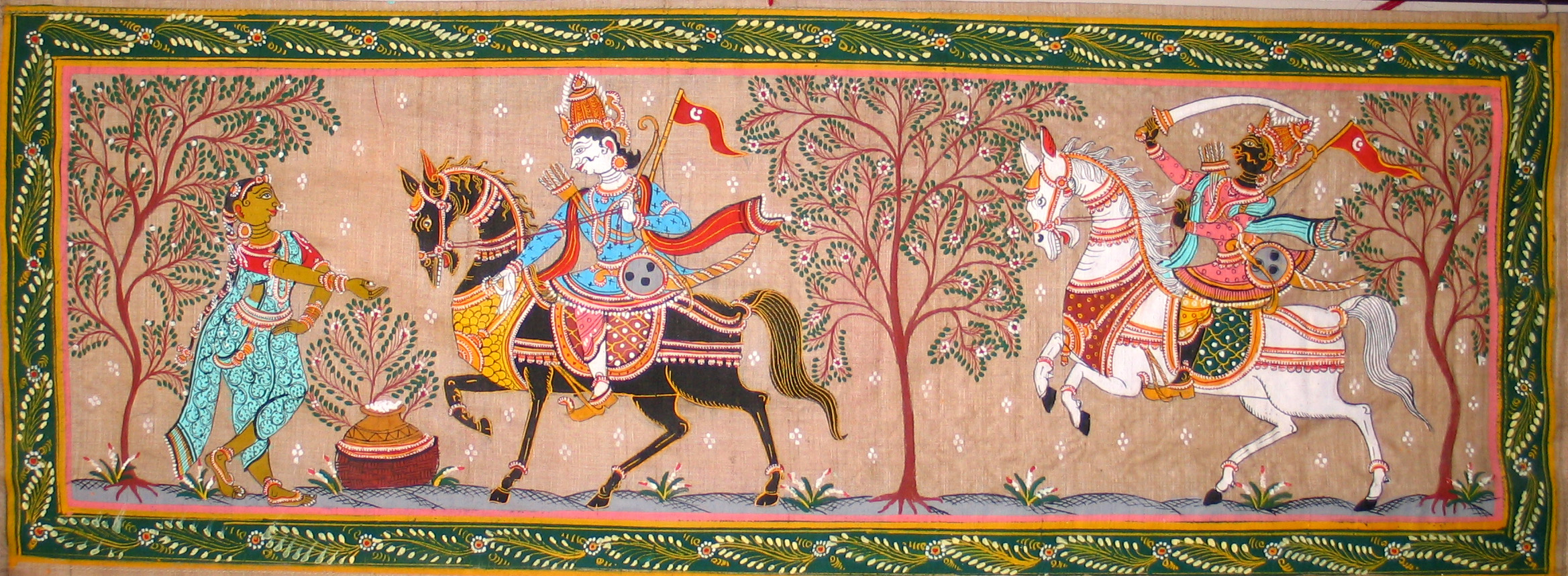
Patta Chitra représentant une gopi, Krishna et un cavalier
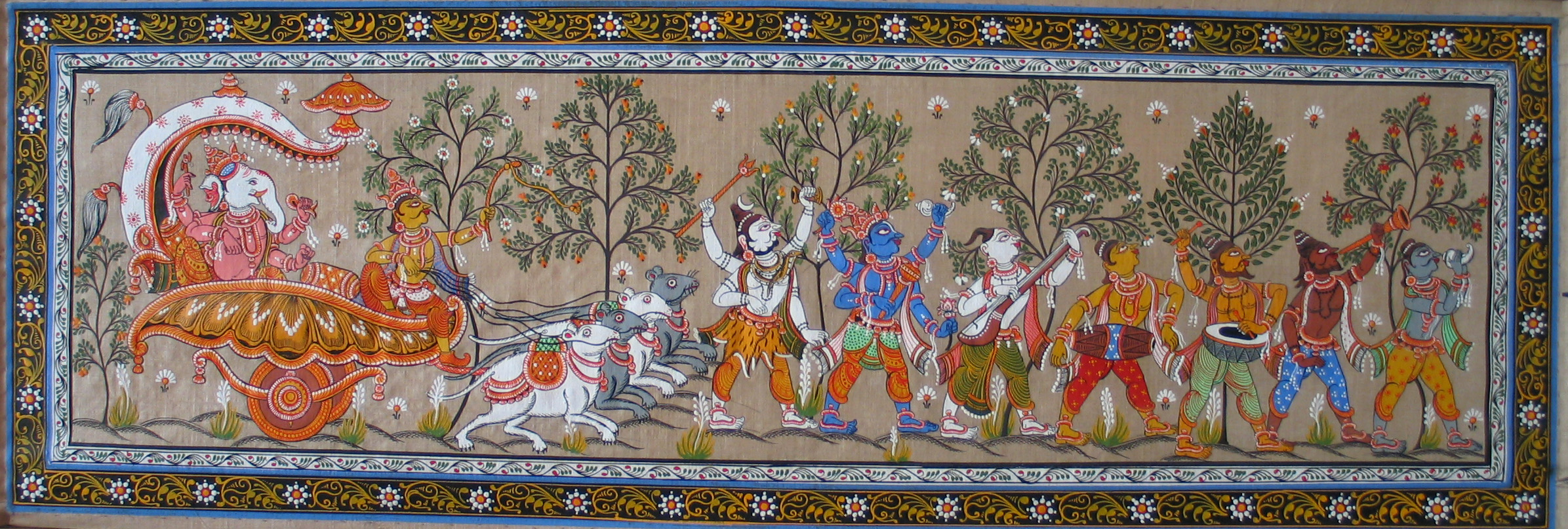
Patta Chitra représentant une procession en l'honneur de Ganesh